# بالتوسكانديا

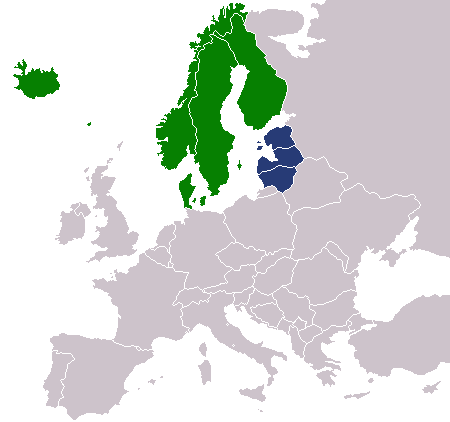
موقع دول الشمال ودول البلطيق :
الدول النوردية
دول البلطيق

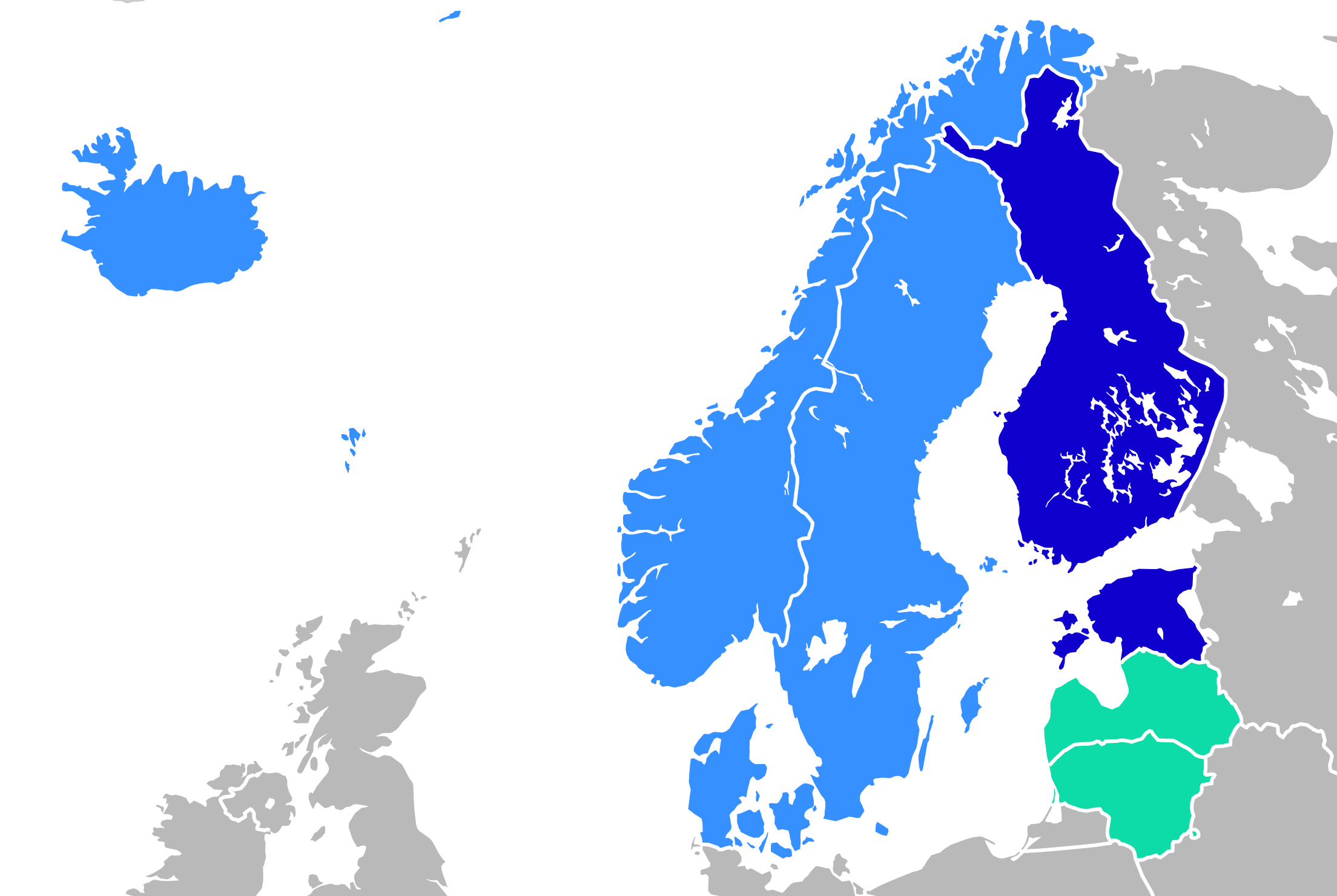
الفروع اللغوية في شمال أوروبا
جرمانية شمالية (أيسلندا والنرويج والسويد والدانمارك)
فينية (فنلندا وإستونيا)
Baltic (Latvia, Lithuania)

الاتحاد البالتوسكاندياني أو بالتوسكانديا هو مفهوم جيوسياسي لاتحاد البلطيق الإسكندنافي (يتكون من السويد والدنمارك والنرويج وأيسلندا وفنلندا وإستونيا ولاتفيا وليتوانيا). تم اقتراح الفكرة من قبل الأستاذ السويدي ستين دي جير (1886-1933) في مجلة جيوجرافيسكا أنالر في عام 1928 وطورها البروفيسور ru [kazys pakštas]  (1893–1960)، العالم الليتواني في مجال الجغرافيا والجغرافيا السياسية.

## تطوير المفهوم

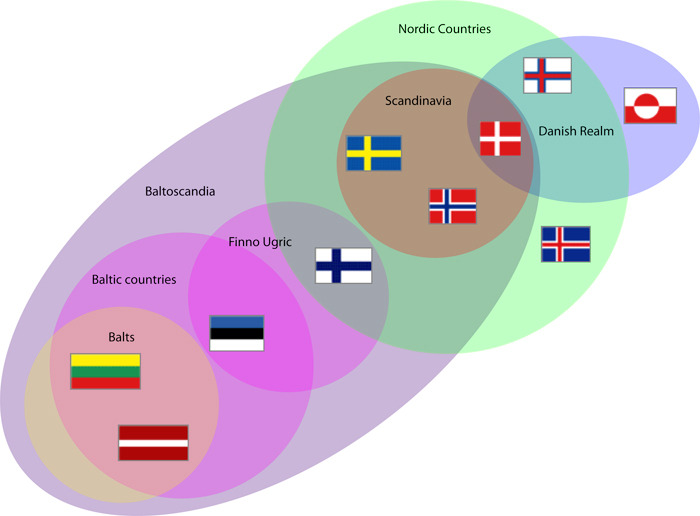
مخطط أويلر يشير إلى بالتوسكانديا بين المناطق الفرعية الأخرى في شمال أوروبا

يذكر باكشتاس في كتابه «الاتحاد البالتوسكاندياني» أن مصطلح بالتوسكانديا استخدم لأول مرة من قبل ستين دي جير في مقالة في «جيوجرافيسكا أنالر» عام 1928. في هذا الكتاب يتم وصف بالتوسكانديا بعدة أبعاد مختلفة: كوحدة جغرافية وثقافية، ووحدة اقتصادية وسياسية وعسكرية. اقترح كازيس باكشتاش أن إحدى الطرق التي يمكن للدول الصغيرة أن تتحمل بها التأثير الآتي من الدول الكبيرة هي أن تتحد وتتعاون بشكل أوثق فيما بينها. كما يذكر، لا يمكن التوحيد إلا بين الدول المتشابهة في حجمها وبيئتها الجغرافية ودينها، كما يتعين عليها إيجاد الاحترام المتبادل والتسامح فيما بينها.
مع تحول السياسة الخارجية لليتوانيا نحو شمال أوروبا بشكل أكبر بعد تولي داليا غريباوسكايتي رئاسة ليتوانيا، تتزايد الأصوات التي تشكك في عودة فكرة الاتحاد البالتوسكاندياني في هذا البلد.

## المناصرة
ما يقرب من 20 عاما وأكاديمية بالتوسكانديا (Baltoskandijos akademija) تعمل في بانيفيزيس بليتوانيا، فقد تأسست في 17 نوفمبر 1991 كمعهد للبحوث العلمية يقوم بتنظيم الترتيبات المتعلقة بالاتصالات الثقافية والتاريخية والسياسية في دول البلطيق والدول الاسكندنافية بشكل منتظم. كانت أهدافه الرئيسية هي «تطوير روابط متعددة الاستخدامات للأراضي والدول في منطقة بالتوسكانديا ودمج ثقافة ليتوانيا في الفضاء الثقافي في بالتوسكانديا». تم تصفية الأكاديمية في نهاية عام 2009 بسبب مشاكل متعلقة بالتمويل. تم توفير التمويل من قبل بلدية مدينة بانيفيزيس، لكن وظائف الأكاديمية لم تستوف معايير وظائف البلدية المذكورة.

### مصطلحات أخرى
البلدان النوردية - البلطيقية الثمانية أو «إن بي 8»، حيث ترمز 8 إلى عدد الدول (إستونيا ولاتفيا وليتوانيا وأيسلندا والنرويج والدنمارك وفنلندا والسويد).